# جاي الكسندر
جاي الكسندر (بالألمانية: Jay Alexander)‏ هو ساحر استعراضي ألماني، ولد في 10 أبريل 1968 في الولايات المتحدة.